# Volta a Portugal de 1962
A 25ª edição da Volta a Portugal em Bicicleta ("Volta 62") decorreu entre os dias 4 e 19 de Agosto de 1962. Composta por 20 etapas.

## Classificações Finais
| Lugar | Nome                | Nacionalidade | Equipa      | H. M. S. |
| 01º   | José Pacheco        | Portugal      | FC Porto    | 71.20.37 |
| 02º   | Peixoto Alves       | Portugal      | SL Benfica  | +0.01.44 |
| 03º   | Jorge Corvo         | Portugal      | CC Tavira   | +0.01.49 |
| 04º   | Azevedo Maia        | Portugal      | FC Porto    | +0.02.06 |
| 05º   | Francisco Valada    | Portugal      | SL Benfica  | +0.03.14 |
| 06º   | José Pedro Carvalho | Portugal      | Sporting CP | +0.04.46 |
| 07º   | Manuel Simões       | Portugal      | SL Benfica  | +0.09.41 |
| 08º   | Sousa Cardoso       | Portugal      | FC Porto    | +0.12.37 |
| 09º   | João Roque          | Portugal      | Sporting CP | +0.12.53 |
| 10º   | Mário Silva         | Portugal      | FC Porto    | +0.14.02 |

## Equipas
| Lugar | Equipa      |
| 1º    | FC Porto    |
| 2º    | SL Benfica  |
| 3º    | Sporting CP |

## Outras classificações
Montanha: Mário Silva - FC Porto
```
  
Etapas/Vencedores:
 1ª Pista das Antas 9 Km Peixoto Alves (Benfica) 2ª Gaia/Furadouro 134 Km José Pacheco (Porto) 3ª Circuito/Furadouro 6 Km José Pacheco (Porto)Lima Fernandes (Alpiarça) 4ª Ovar/Alpiarça 253 Km Lima Fernandes (Alpiarça) 5ª Alpiarça/Lisboa 105 Km Vitor Tenazinha (Louletano) 6ª Pista de Alvalade 9 Km Lima Fernandes (Alpiarça)7ª Cacilhas/Beja 240 Km Azevedo Maia (Porto) 8ª Beja/Tavira 151 Km José Pacheco (Porto) 9ª Pista de Tavira 9 Km Perna Coelho (Benfica) 10ª Tavira/Èvora 255 Km Ernesto Coelho (Porto) 11º Vila Viçosa/Portalegre 75 Km (C/Relógio)Sousa Cardoso (Porto)João Roque /Sporting) 12ª Portalegre/Penhas Saúde 175 Km João Centeio (Alpiarça) 13ª Covilhã/Vila Real 204 Km João Gomes (Ovarense) 14ª Vila Real/Porto 118 Km José Pacheco (Porto) 15ª Pista das Antas 9 Km Sousa Cardoso (Porto) 16ª Circuito Vila do Conde 73 Km Jacinto Oliveira (Ovarense) 17ª Vila do Conde/Monção 141 Km António Oliveira (Ovarense) 18ª Monção/Sangalhos 235 Km José Pacheco (Porto) 19ª Curia/Malveira 246 Km José Pacheco (Porto) 20ª Malveira/Lisboa 135 Km José Pacheco (Porto).
```

## Ciclistas
Partiram: 129; Desistiram: 93; Terminaram: 36.
Media: 36,389 Km/h.